# Наследники богов
«Наследники богов» (в оригинале The Kane Chronicles — «Хроники [семьи] Кейн») — серия книг, написанная Риком Риорданом. Основанная на Египетской мифологии, история рассказывает о Картере и Сейди Кейн, в их стремлении узнать правду о семье и спасти мир. События происходят в современных Соединённых Штатах и Соединённом Королевстве, в том же мире, что и другие книги Риордана — «Перси Джексон и Олимпийцы» и «Герои Олимпа». Книги напоминают серию «Лагерь Полукровок», но всё же написаны в более мрачном и серьёзном тоне. Первая книга, «Красная пирамида», вышла в Америке 4 мая 2010 года, вторая, «Огненный трон» — 3 мая 2011, третья, «Тень змея» — 1 мая 2012 года.
Роман являет собой поочередные рассказы двоих главных героев, брата и сестры Картера и Сейди Кейнов, которые обнаружили, что являются частью магического рода и их предками являются фараоны Нармер и Рамзес Великий. Они также узнают о существовании египетских богов и богинь, магов и прочих мифических существ, например, ушебти (шабти). Риордан объяснил своё вдохновение в одном из интервью:

В моём классе была только одна вещь, которая была более популярна, чем Древняя Греция, и это был Древний Египет.

## Замысел
Как и цикл «Перси Джексон и Олимпийцы», книги описывают фантастические приключения подростков, но на этот раз задействованы древнеегипетские мифы, и вместо полукровок — наследники богов.

## «Красная пирамида»
Брат и сестра Кейн, четырнадцатилетний Картер и двенадцатилетняя Сейди — обыкновенные американские школьники, и заботы у них самые обыкновенные. Только эта обыкновенность обманчива. На самом деле в Сейди и Картере живут души богов Египта: Гора и Исиды. И в тайных замыслах «Дома жизни», древнего общества магов, семейству Кейн предназначена особо важная роль.
«Красная пирамида» — это первая книга в серии, выпущенная 4 мая 2010 года. Книга как бы написана с магнитофонной записи брата и сестры Кейн. История начинается, когда Картер и его отец приезжают в Лондон в сочельник, чтобы провести один день с Сейди, которая живёт с дедушкой и бабушкой по материнской линии. Джулиус, отец Картера и Сейди, разъезжает по миру вместе с сыном, будучи археологом. Когда его жена умерла, её родители посчитали Джулиуса виновным в её смерти. Сейди и Картер не знали, что произошло на самом деле, а отец отказывался рассказать им. Однако он пытается воскресить её, открывая через Розеттский камень темницу Осириса, а заодно выпуская Исиду, Сета, Гора и Нефтиду. В Картера и Сейди, находившихся рядом, вселяются Гор и Исида, а в Джулиуса — Осирис. Сет похищает Джулиуса. В уничтожении Розеттского камня полиция обвиняет Кейнов. Тогда их дядя, Амос, увозит их в Бруклин, где они узнают, что являются потомками фараонов.

## «Огненный трон»
Вторая книга из цикла «Наследники богов», продолжение «Красной пирамиды».
С тех пор, как боги Древнего Египта развязали войну в современном мире, Картер Кейн и его сестра Сейди оказались в беде. Как потомки «Дома жизни», члены семьи Кейн имеют в своём распоряжении некие могущественные силы, но коварные боги не дали им достаточно времени, чтобы освоить их навыки в Бруклинском доме, который стал полигоном для юных магов. И теперь их наиболее опасный враг — змей хаоса Апоп (Апофис) — возрождается. Если они не помешают ему вырваться на свободу, через несколько дней миру придет конец. Другими словами, это типичная неделя для семьи Кейн.
Чтобы получить шанс на борьбу с силами Хаоса, Кейны должны возродить бога солнца Ра. Но до сих пор это не удавалось ни одному магу. Вначале они должны отыскать Книгу Ра, а затем они должны научиться петь свои заклинания. Да, и мы не забыли упомянуть, что никто не знает, где именно находится Рa?

## «Тень змея»
Третья книга цикла «Наследники богов», продолжение «Огненного трона».
Несмотря на все усилия, Картер и Сейди Кейн больше не в силах сдерживать Апопа, змея хаоса. Теперь Апоп угрожает погрузить мир в вечную тьму, и Кейны сталкиваются с невыполнимой миссией: уничтожить его раз и навсегда. К сожалению, маги «Дома жизни» находятся на грани гражданской войны, боги разделились, а юные обитатели Бруклинского дома практически в одиночку противостоят силам хаоса. Единственная надежда Кейнов — это древние заклинания, которые превращают тень змея в оружие против него же, но эта магия была утеряна на тысячелетия. Чтобы найти ответ, им нужно положиться на кровожадного призрака могучего мага, который мог бы провести их к тени змея… или к смерти в глубинах преисподней.